# Luis Vassini
Luis Vassini (Buenos Aires, 29 ottobre 1910 – ...) è stato un calciatore argentino, di ruolo difensore.

## Caratteristiche tecniche
Giocava come difensore sinistro.

## Carriera

### Club
Vassini iniziò la propria carriera nell'Argentinos Juniors, nella cui rosa figurava già nel periodo dilettantistico del calcio argentino; nel primo campionato professionistico giocò 12 partite, segnando una rete contro il River Plate alla 31ª giornata. Fu poi impiegato nel corso delle due stagioni seguenti; nel torneo del 1934 fece parte dell'Unión Atlanta-Argentinos Juniors, una formazione creata dalla congiunzione delle rose delle due società per volere della Liga Argentina de Football. Delle 25 partite disputate dalla nuova squadra, Vassini ne giocò 24. Nel 1935 passò al River Plate, e divenne titolare; con la società di Núñez vinse due campionati nazionali consecutivi, nel 1936 e nel 1937, con il tecnico ungherese Imre Hirschl. Nel 1940 chiuse la carriera.

## Palmarès

### Club

#### Competizioni nazionali
- Campionato argentino: 2

River Plate: 1936, 1937
- Copa Ibarguren: 1

River Plate: 1937